# Laserfilm

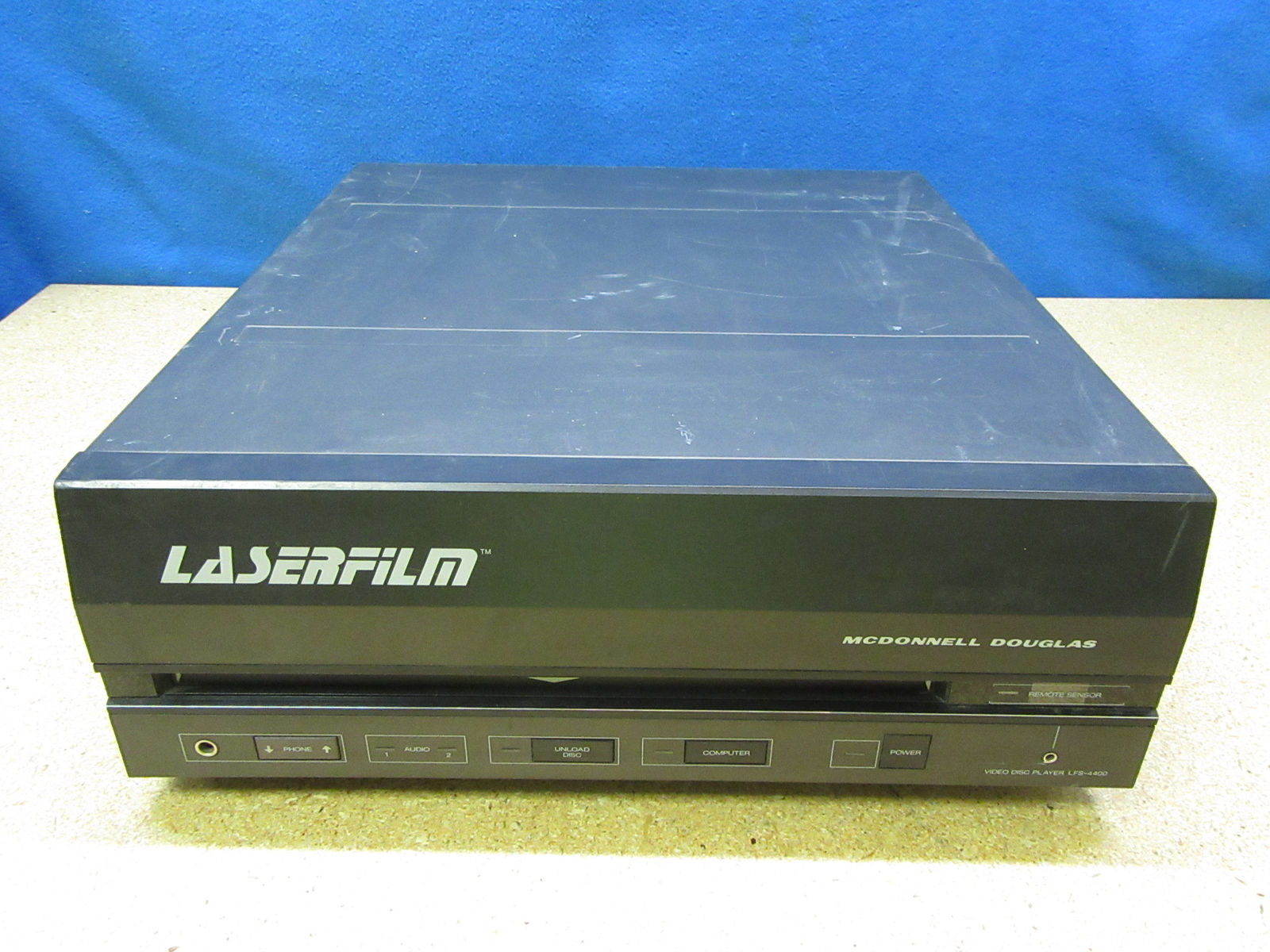
Il Laserfilm

Il Laserfilm era un formato di videodisco sviluppato da McDonnell-Douglas nel 1984 che era un mezzo di riproduzione trasmissivo basato su laser (a differenza del suo concorrente, LaserDisc, che era un sistema riflettente). 

## Descrizione
Funziona facendo brillare il laser attraverso un lato del disco verso un sensore di ricezione sull'altro lato, dove il raggio del laser sarebbe stato interrotto da una spirale di piccoli punti sul disco. 
Questo a sua volta modulerebbe il raggio laser per rappresentare le informazioni audio e video, che sono state quindi interpretate dal sensore ricevente che riceve il raggio dall'altro lato. 
Il disco è stato realizzato con un normale film fotografico (da cui il nome del formato), che è stato montato in un carrello per la riproduzione, proprio come i sistemi di videodisco RCA Selectavision CED e VHD. 
I lettori Laserfilm erano principalmente fabbricati in Giappone da Sansui su base OEM secondo le specifiche McDonnell-Douglas e marchiati con il loro logotipo, e non venivano commercializzati con successo al di fuori dell'azienda. 
Tuttavia, il formato è stato utilizzato per l'uso nei loro simulatori di volo, collegando diversi giocatori insieme. 
Il formato Laserfilm era originariamente basato su un precedente formato di videodisco chiamato ARDEV, sviluppato da una società con lo stesso nome che era originariamente una filiale di Atlantic Richfield fino al 1981. 
A quel tempo, ARDEV e tutte le sue tecnologie di videodisco furono acquisite da McDonnell-Douglas. 